# Maximiliano Pereira
Victorio Maximiliano „Maxi” Pereira Páez (Montevideo, 1984. június 8. –) uruguayi labdarúgó, aki jelenleg a Portoban játszik hátvédként.

## Pályafutása

### Defensor
Pereira 2002-ben, 18 évesen kapta meg első profi szerződését a Defensor Sportingtól. Nagyon hamar beverekedte magát az első csapatba és nagyszerű párost alkotott Álvaro Rafael Gonzálezzel. 2005-ben védő létére 16 gólt szerzett, ilyen gólerős szezonja azóta sem volt. 2007-ben a Benficához szerződött.

### Benfica
Első szezonjában jobbszélsőként kellett volna helyt állnia a portugál csapatban, de nem tudott jó teljesítményt nyújtani, sokat kritizálták lassúsága miatt. Ennek ellenére 2007 novemberében két góllal hívta fel magára a figyelmet, előbb egy Boavista ellen 6-1-re megnyert bajnokin, majd egy 1-1-es döntetlennel záruló AC Milan elleni Bajnokok Ligája-mérkőzésen talált be. A 2008/09-es szezonban Nélson Marcos a Real Betishez igazolt, így Pereira lett a Benfica új jobbhátvédje. Itt már könnyebben feltalálta magát és állandó tagjává vált a csapatnak.

## Válogatott
Pereira 2005. október 26-án, egy Mexikó elleni barátságos meccsen mutatkozott be az uruguayi válogatottban. Azóta fontos tagjává vált a csapatnak, ott volt a 2007-es Copa Américán is.
Behívót kapott a 2010-es világbajnokságra, ahol az uruguayiak összes meccsén pályára lépett. A negyeddöntőben, a ghánaiak elleni büntetőpárbajban hibázott, de csapata végül továbbjutott az elődöntőbe. Ott 3-2-re kikaptak Hollandiától, Pereira ezen a meccsen szerezte meg első válogatottbeli gólját, az utolsó pillanatokban.

## Fordítás
- Ez a szócikk részben vagy egészben  a   Maximiliano Pereira című angol Wikipédia-szócikk fordításán alapul.  Az eredeti cikk szerkesztőit annak laptörténete sorolja fel. Ez a jelzés csupán a megfogalmazás eredetét és a szerzői jogokat jelzi, nem szolgál a cikkben szereplő információk forrásmegjelöléseként.